# Leptonema hirsutum
Leptonema hirsutum is een schietmot uit de familie Hydropsychidae. De soort komt voor in het Neotropisch gebied.